# ヤマアカガエル
ヤマアカガエル（山赤蛙、学名：Rana ornativentris Werner, 1903）は、アカガエル科アカガエル属に分類されるカエルの1種。学名は「腹に模様をもったアカガエル」の意味。

## 分布
日本の固有種で、本州・四国・九州・佐渡島に分布する。

## 形態
成体の体長は4.2 - 7.8 cm。オスは体長4.2 - 6.0 cm、メスは3.6 - 7.8 cm。背面の体色は褐色・赤褐色・暗褐色で、変化に富む。腹面は淡黄色。
ニホンアカガエルによく似ているが、背側線が鼓膜の後ろで外側に大きく曲がり込む点、下顎周縁部に大きな黒色斑がある点で区別できる。また山地に生息するタゴガエルにも似ているが、タゴガエルは下顎周縁部が黒色の小班点で覆われている点で区別することができる。
種小名ornativentrisは「飾り立てた腹」の意で、腹面の斑紋に由来すると思われる。後肢は長く静止した状態でも指が鼓膜に届き、水掻きは発達している。
卵は黒い球形。幼生（オタマジャクシ）は成長すると体長4.6 - 6.0 cm程度で、ニホンアカガエルのオタマジャクシに似るが、胴部背面に点状斑紋はない。

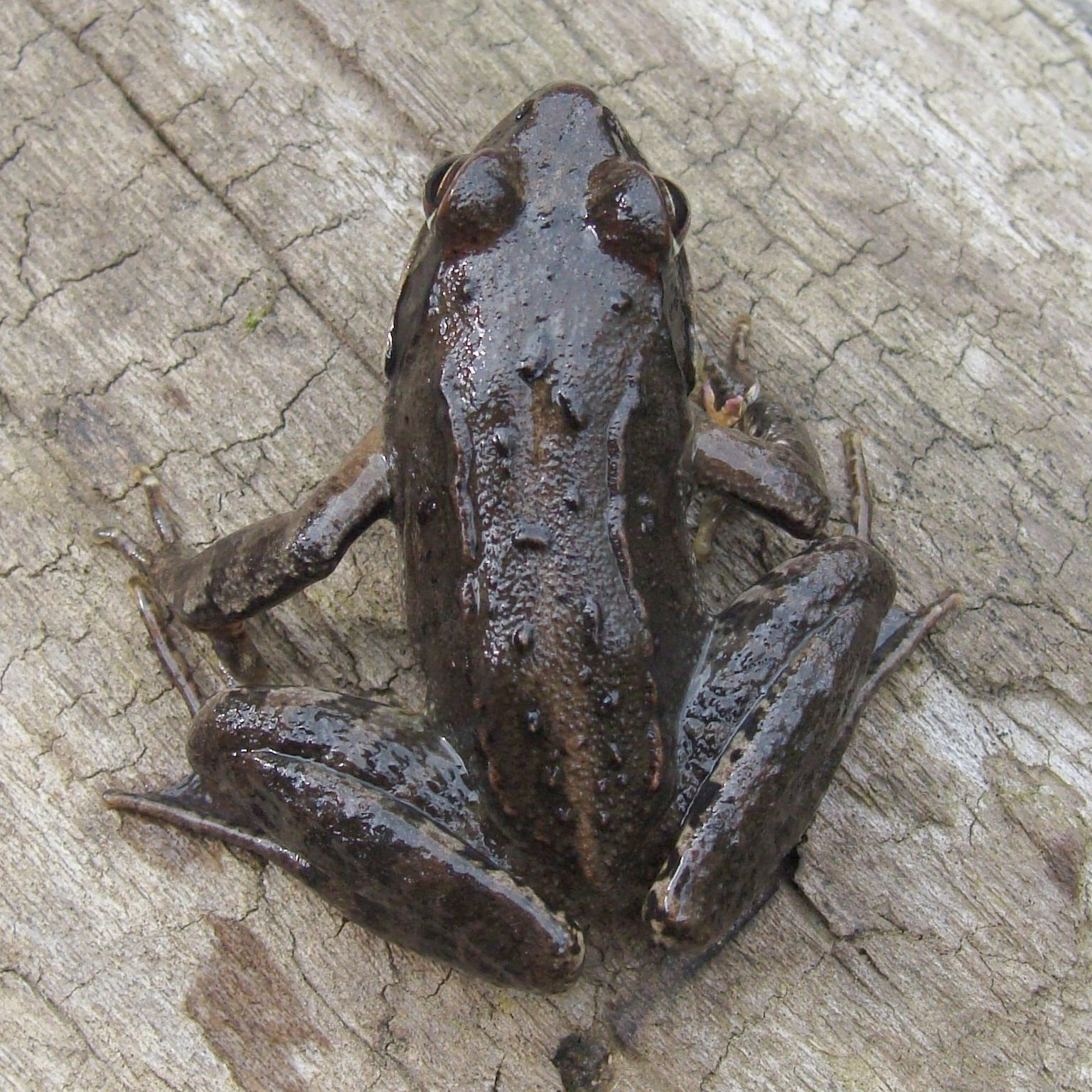
ヤマアカガエル 背側線が折れ曲がる
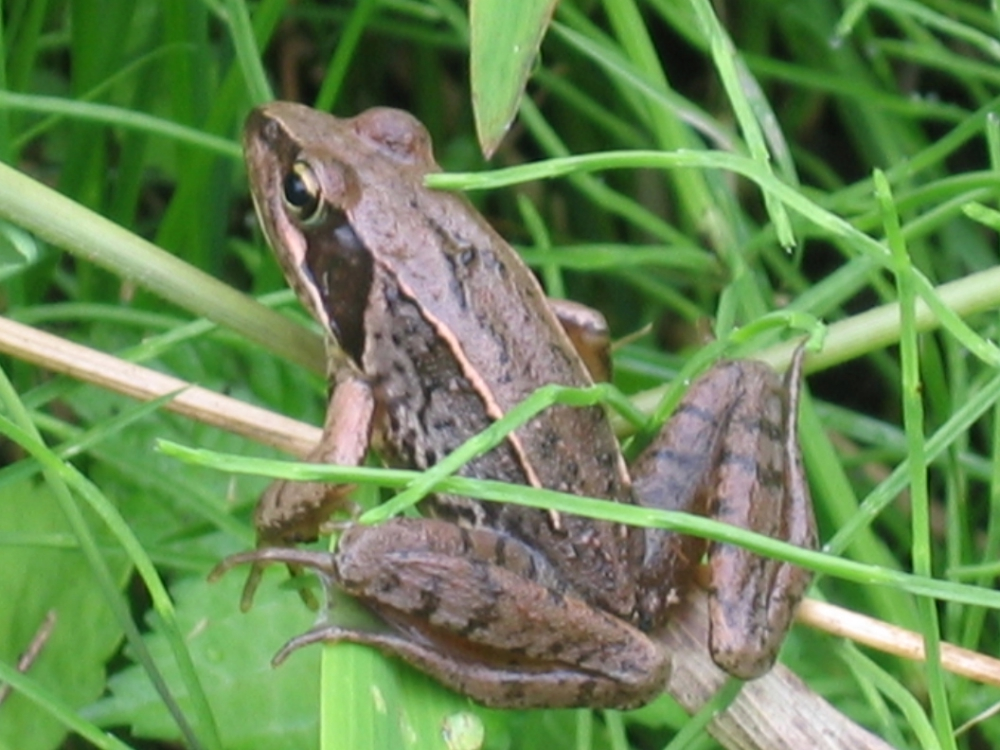
ニホンアカガエル 背側線がまっすぐ
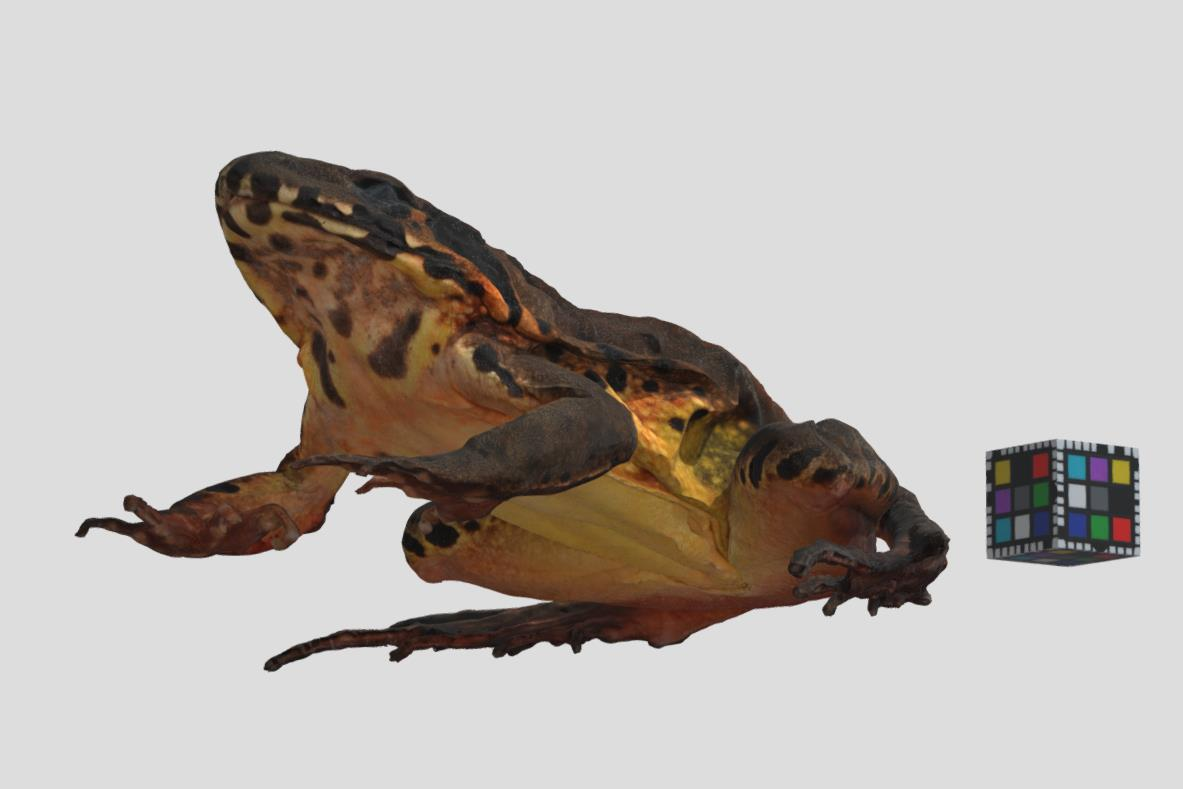
ヤマアカガエルの３Ｄモデル（熊本県）

## 生態
丘陵地と山間森林内および、その外縁部にある池・小川・湿地・水田に生息する。平地より山地に多く、ニホンアカガエルより森林内に生息する傾向が強い。
食性は動物食で、晩春 - 秋にかけ、主に森林の林床で昆虫・ミミズ・ナメクジなどを食べる。繁殖期、オスは鳴嚢を使い、「キャララッ、キャラララッ」という鳴き声を発してメスを探す。

### 生活環
繁殖形態は卵生で、産卵期は1月 - 4月（ピークは2月 - 3月）。日当たりの良い水たまりなどの止水域で、1,000 - 1,900個程度の卵を産む。産卵された卵は寒天質が吸水し、直径約15 - 20 cmの卵塊になる。低標高地（丘陵地・平地）では、本種とニホンアカガエルと同じ場所で産卵することも多いが、本種の卵塊はニホンアカガエルのそれに比べ、ゼリー状の物質が柔らかく、卵塊の形状が崩れやすい。

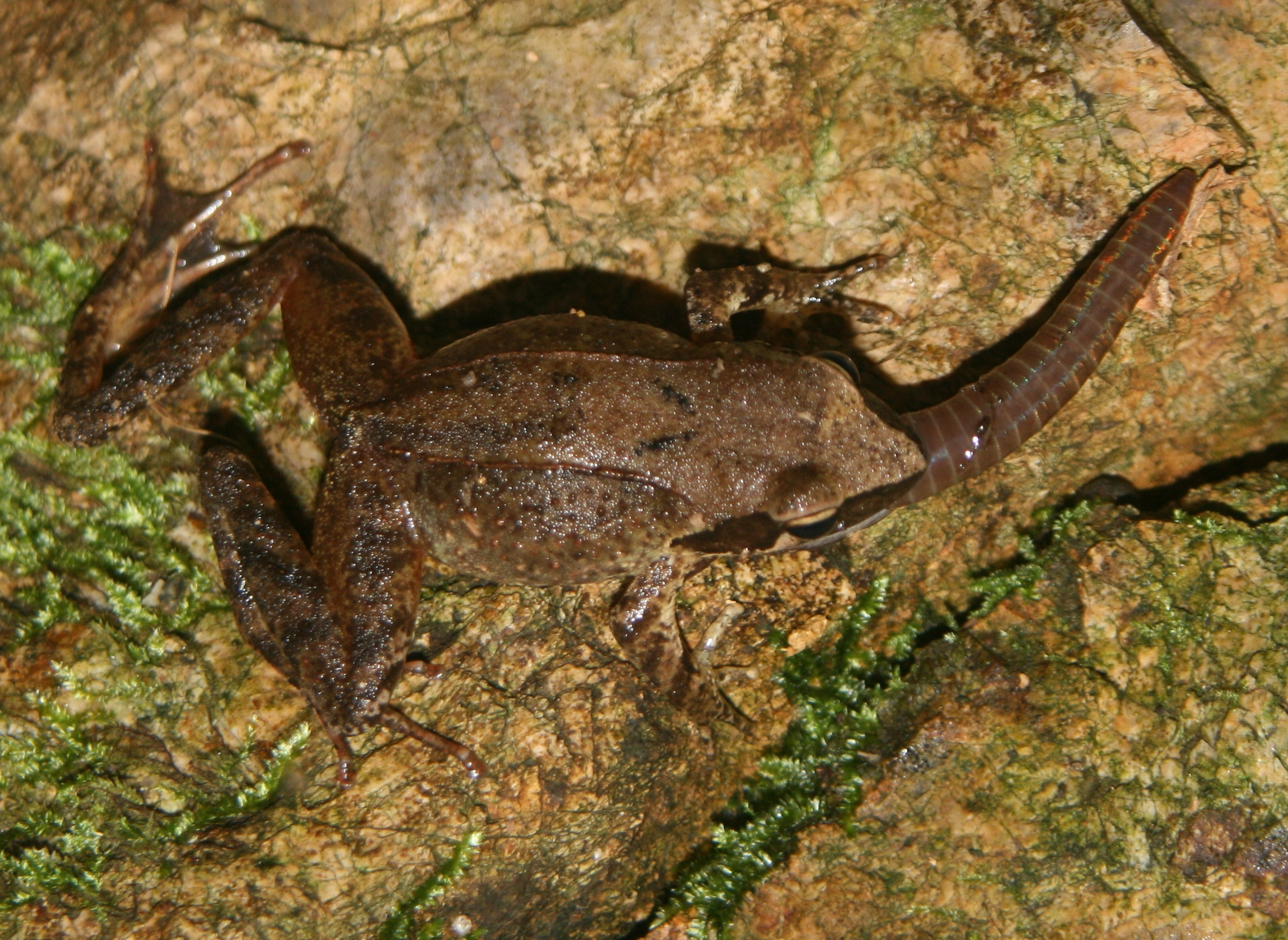
ミミズを捕食中のヤマアカガエル
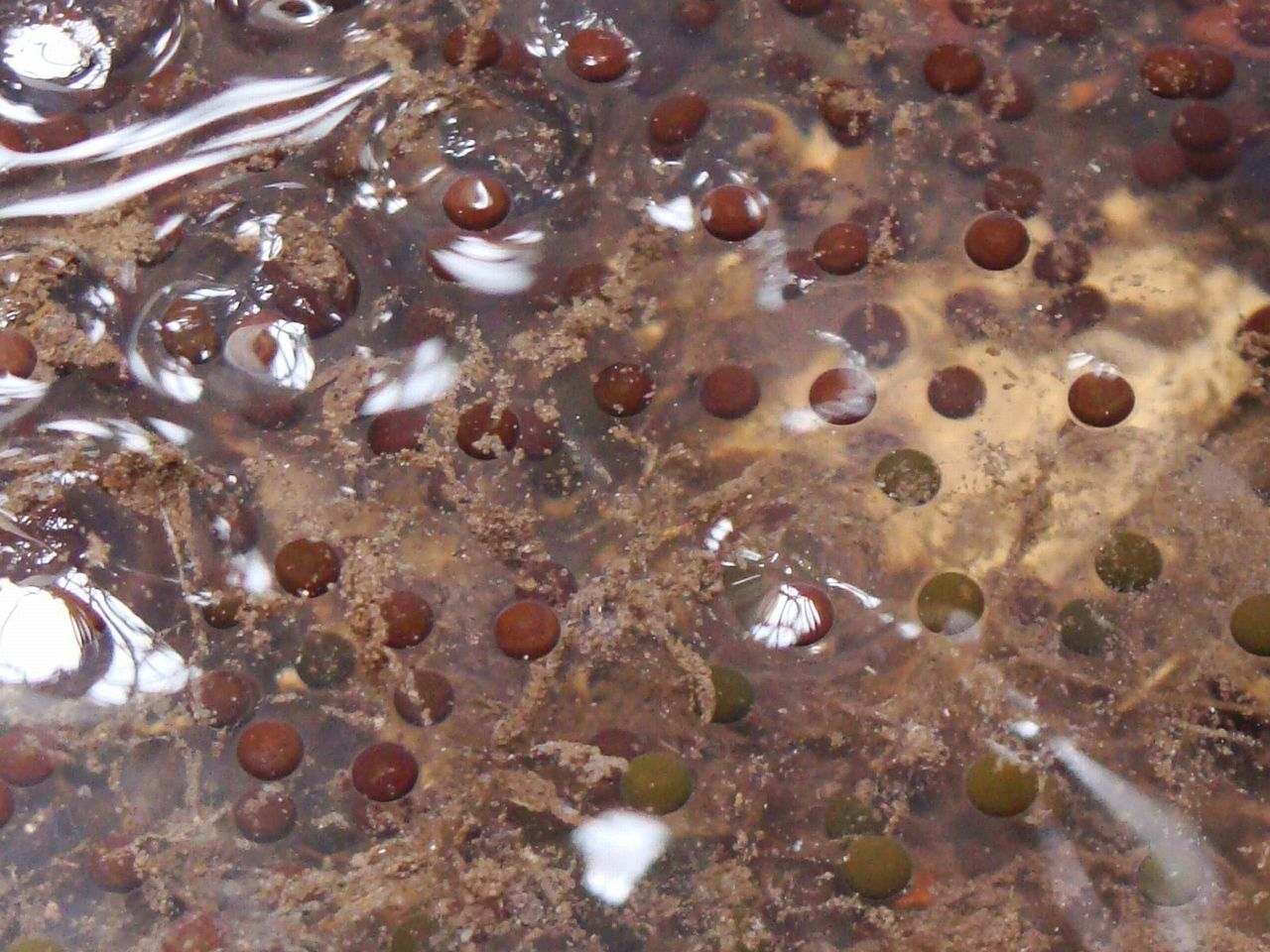
卵（暗褐色で直径2.0 - 2.4 mm）
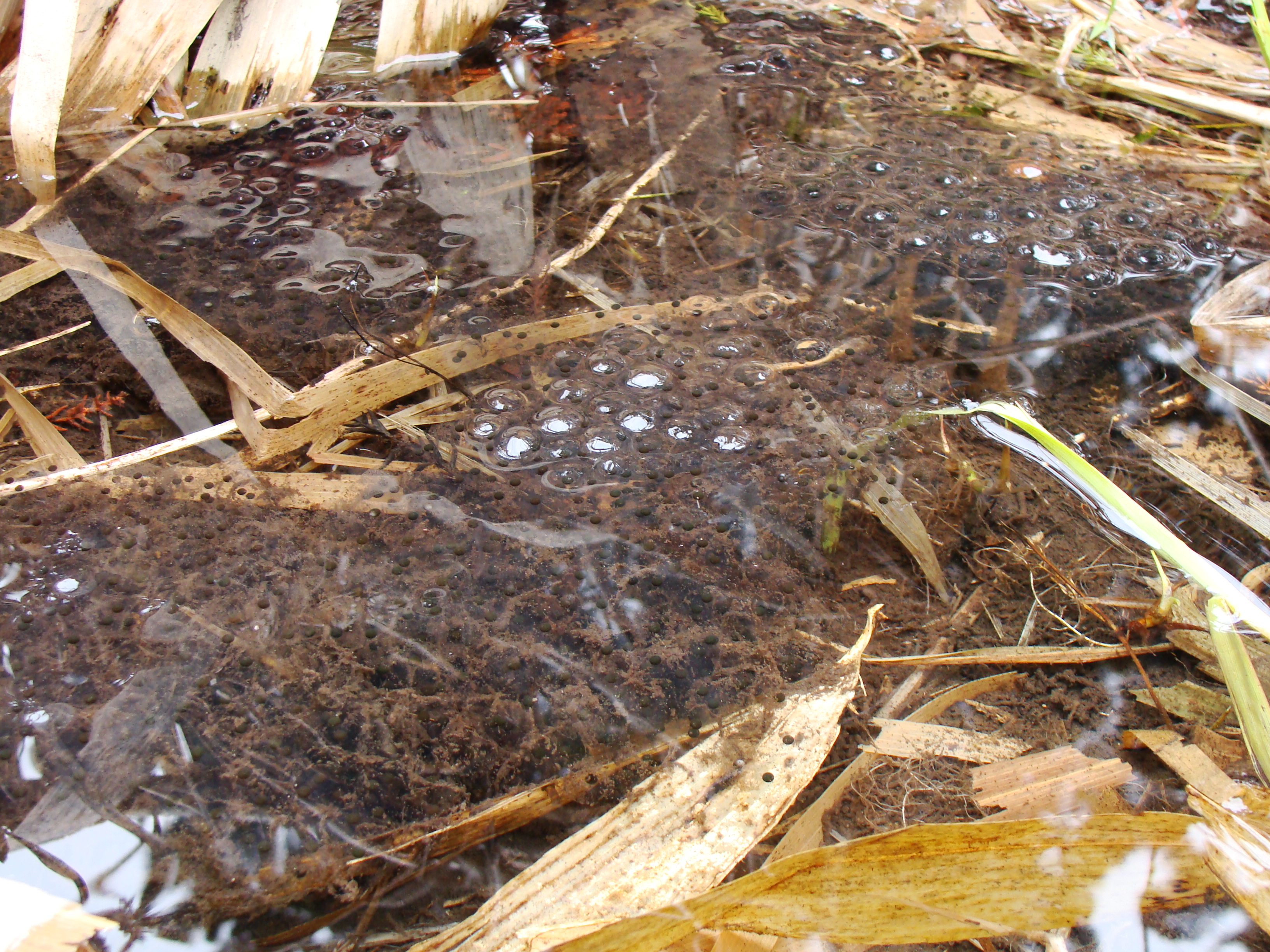
卵が産みつけられていた場所

卵は2 - 3週間で孵化する。幼生（オタマジャクシ）は主に水草や、石の表面に付着している藻類を食べるが、動物の死体・卵なども食べる。6月 - 8月ごろ、オタマジャクシは生後3か月ほどで四肢が生えて上陸し、子ガエル（体長15 - 20 mm程度）となるが、そこから性成熟して繁殖を開始するまでには約2年を要する。天敵が多く、成体の寿命は4 - 5年程度と考えられている。
成体は10月の終わり - 12月にかけ、林床や泥の中、落葉の溜まった溝の底で冬眠する。土にもぐって冬眠するカエルも多いが、本種やニホンアカガエルは水底で冬眠する。冬眠中（2月ごろ）にいったん覚醒して産卵するが、産卵を終えると再び春になるまで冬眠する。

## 天敵
天敵としてはヘビ類・鳥類（サギなど）・哺乳類（タヌキ・イタチなど）がいる。
幼生（オタマジャクシ）はトンボの幼虫（ヤゴ）・マツモムシなどの水生昆虫やイモリ、ヘビ（アオダイショウなど）に捕食される。また、シャープゲンゴロウモドキの幼虫は本種やニホンアカガエルの幼生（オタマジャクシ）を主要な餌としているが、特にシャープゲンゴロウモドキの生息地では同種幼虫にとって、本種が重要な餌になっていると考えられている。

## 種の保全状況評価
国際自然保護連合（IUCN）により、2004年からレッドリストの軽度懸念（LC）の指定を受けている。
日本の以下の都道府県でレッドリストの指定を受けている。以前は食用とされることもあった。かつては湿田がニホンアカガエルにとって適した産卵環境になっていたが、圃場整備の進行により湿田はほとんどが乾田化された。本種やニホンアカガエルは冬季に水田で繁殖するため、圃場整備による乾田化の影響を受けやすく、地域によっては個体群の急激な衰退が起きている。アクア・トトぎふが2010年に、本種で日本動物園水族館協会による繁殖賞を受賞した。
- 絶滅危惧IB類（EN）- 東京都北多摩と南多摩[注 10]
- 絶滅危惧II類（VU） - 福岡県[3]・佐賀県[22]、長崎県[23]
  - 要保護生物（C）[注 11] - 千葉県[7]
- 準絶滅危惧（NT）- 埼玉県[24]、大阪府、和歌山県、熊本県[25]
  - 希少種 - 滋賀県[注 12]
  - Cランク - 兵庫県[注 13]
- その他
  - 情報不足（DD） - 愛知県[26]
  - 要注目 - 栃木県
  - 要注目種 - 京都府[27]
  - 分布特性上重要 - 鹿児島県

## 飼育
他の両生類に先駆けて産卵を行ううえ、産卵場所が水田などと比較的目に付きやすい場所であることから、卵を採集して飼育されることも多い。
幼生の飼育はさほど難しいものではないが、1房の卵塊には1,000個（集団産卵することもあるので、場合によってはそれ以上）もの卵が存在するため、野生個体の保全や飼育の手間を考えると、採集する際には飼育できる数のみ分けて持ち帰ることが望ましい。孵化した幼生は、植物食傾向の強い飼育初期には水草や茹でたホウレンソウ、動物食傾向の強い後期には甲殻類や水棲昆虫（乾燥や冷凍された飼料として販売されている商品もあり）を、水を汚さない程度だけ与える。あまり共食いはしないが、無性卵や死亡した個体は他の個体に捕食される。
後肢が生えてきたら、水位を低くして木片や流木、水草などで上陸場所を用意する。
幼体や成体の飼育には生きた小型昆虫の確保が必要になることから、飼育難易度が大幅に上がる。しかし、カエルツボカビ症の問題もあるため、一度飼育した個体を野生へ戻してはいけない。